# Premier timbre de Tunisie

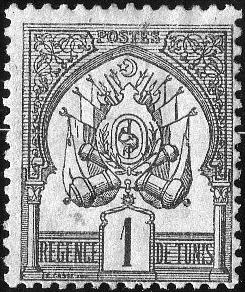
Premier timbre de Tunisie

Le premier timbre de Tunisie est émis le 1er juillet 1888 dans le cadre d'une série de huit timbres dont le dessin représente les armoiries beylicales. 
Chaque timbre correspondait à une valeur faciale (1, 2, 5, 15, 25, 40 et 75 centimes de franc tunisien et 5 francs) et se différenciait par des couleurs différentes. La dimension des timbres était de 18 x 22 mm.
L'émetteur du timbre est l'Office postal tunisien qui dépend du gouvernement tunisien. Bien que la Tunisie soit, à partir de 1881, sous le régime du protectorat français, un décret du 20 mars 1888 confie le service postal et le service télégraphique à l'autorité tunisienne.
Cette série s'enrichit de nouvelles valeurs lors de plusieurs émissions (1er octobre 1888, 1899 et 1902) ou de réimpressions nombreuses entre 1888 et 1902. Elle est utilisée comme timbres-poste, dont elle est l'unique type jusqu'en 1906, mais aussi comme timbres-taxe de 1888 à 1901.